# Boehmeria excelsa
Boehmeria excelsa är en nässelväxtart som först beskrevs av Bert. och Ernst Gottlieb von Steudel, och fick sitt nu gällande namn av Hugh Algernon Weddell. Boehmeria excelsa ingår i släktet Boehmeria och familjen nässelväxter. Inga underarter finns listade i Catalogue of Life.